# 普杰洪区

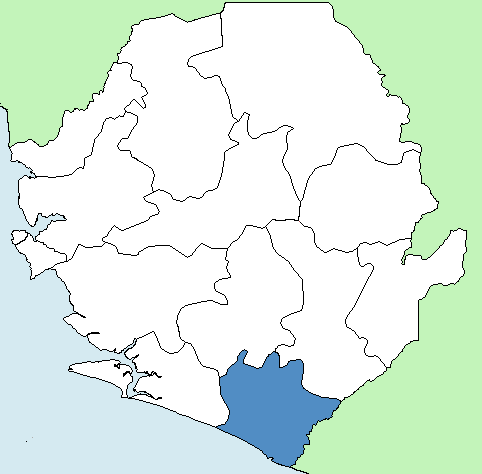
普杰洪区

普杰洪区（英文：Pujehun District）是塞拉利昂16区之一，首府普杰洪。普杰洪区位於南方省。根據2015年的人口普查，普杰洪区的人口为345,577人。普杰洪区西南与大西洋接壤，东南与利比里亚共和国接壤，东北与凯内马区接壤，北与博城区接壤，西与邦特区接壤。它总面积为4,105平方公里。